# Contrada San Bartolomeo
La contrada San Bartolomeo è una delle dieci contrade della città marchigiana di Fermo.

## Storia
La contrada sorge nei pressi dell'omonima chiesa che le dà il nome, ed è tagliata oggi dalla via che prende il nome di Corso. La contrada ebbe dal XIII secolo un aumento della popolazione dovuto ai flussi migratori di genti straniere che popolarono la città. Proprio i flussi dei mercanti stranieri resero la borgata un isolato di borghesia benestante e centro di quelle attività che dovevano essere svolte lontano dal centro cittadino (pescaria, beccaria, conce nonché tintori). Importanti erano infine gli orti, che erano punto di contatto tra le case e tra le genti.

## Confini
Est: Dalla casa del signor Savino Ottavini contigua alle ripe del Girone, passando per la via delle Botteghe si termina nell'angolo della chiesa di Sant'Anna presso le mura Castellane.
Sud: Sempre dalla casa del signor Ottavini si prosegue per il muro del seminario sino ad arrivare al punto che dalla porta maggiore della chiesa metropolitana porta al locale della vecchia chiesa di Ogni Santi terminando all'imboccatura del vicolo posto tra l'ospizio dei padri cappuccini e le proprietà del signor Perozzi.
Ovest: Parte dal vicolo sopraccitato fino ad arrivare alla grande strada fino agli orti dei marchesi Passari con il vicolo stesso che termina nella porta di Sant'Antonio detta anche del Crocifisso.
Nord: Dalla porta sant'Antonio fino all'angolo della chiesa di Sant'Anna.

## Altre attività
La contrada oltre che nelle rievocazioni storiche è impegnata nella vita cittadina durante l'anno. Si occupa dell'organizzazione della festa del suo patrono, il 24 agosto e dell'organizzazione del Presepe vivente da quest'anno di concerto con le altre contrade firmane .

## Albo d'Oro
- Palii dell'Assunta: 6 (1988, 1990, 1994, 1995, 1996, 2004)
- Contesa del pallino: 6 (1990, 1991, 2002, 2006, 2009, 2016)
- Tiro al Canapo: 14(1993, 1994, 1995, 1996, 1997, 1998, 1999, 2000, 2001, 2002, 2007, 2016, 2017, 2021)
- Tiro per l'Astore: 5 (1996, 1997, 1998, 1999, 2003)
- Gallo d'oro: 1